# Episodi di Il commissario Köster (quarantaduesima stagione)
La quarantaduesima stagione della serie televisiva Il commissario Köster è stata trasmessa in prima visione negli Germania da ZDF dal 21 novembre 2014.
In Italia, è stata trasmessa come settima stagione della serie televisiva Il commissario Voss.
| n. | Titolo originale         | Titolo italiano          | Prima TV Germania | Prima TV Italia |
| -- | ------------------------ | ------------------------ | ----------------- | --------------- |
| 1  | Wer bremst, hat verloren | Corse clandestine        | 16 marzo 2018     |                 |
| 2  | Das perfekte Glück       | La perfetta felicità     | 23 marzo 2018     |                 |
| 3  | Die Kunst des Scheiterns | L'arte del fallimento    | 30 marzo 2018     |                 |
| 4  | Fürs Kind allein         | Solo per mia figlia      | 6 aprile 2018     |                 |
| 5  | In voller Absicht        | Totalmente intenzionale  | 13 aprile 2018    |                 |
| 6  | Aufstiegskampf           | L'ambizione              | 20 aprile 2018    | 15 agosto 2021  |
| 7  | Heimattreu               | Tutti abbiamo un passato | 27 aprile 2018    | 20 agosto 2021  |

## Corse clandestine
- Titolo originale: Wer bremst, hat verloren
- Diretto da:
- Scritto da:

## La perfetta felicità
- Titolo originale: Das perfekte Glück
- Diretto da:
- Scritto da:

## L'arte del fallimento
- Titolo originale: Die Kunst des Scheiterns
- Diretto da:
- Scritto da:

## Solo per mia figlia
- Titolo originale: Fürs Kind allein
- Diretto da:
- Scritto da:

## Totalmente intenzionale
- Titolo originale: In voller Absicht
- Diretto da:
- Scritto da:

## L'ambizione
- Titolo originale: Aufstiegskampf
- Diretto da:
- Scritto da:

## Tutti abbiamo un passato
- Titolo originale: Heimattreu
- Diretto da:
- Scritto da: